# Doborovci
Doborovci är ett samhälle i Bosnien och Hercegovina.   Det ligger i entiteten Federationen Bosnien och Hercegovina, i den centrala delen av landet, 100 km norr om huvudstaden Sarajevo. Doborovci ligger 360 meter över havet och antalet invånare är 2 008.
Terrängen runt Doborovci är kuperad åt sydväst, men åt nordost är den platt. Terrängen runt Doborovci sluttar österut. Runt Doborovci är det ganska tätbefolkat, med 93 invånare per kvadratkilometer.. Närmaste större samhälle är Gračanica, 8,9 km sydväst om Doborovci. 
Omgivningarna runt Doborovci är en mosaik av jordbruksmark och naturlig växtlighet.